# 247 av. J.-C.
Cette page concerne l'année 247 av. J.-C. du calendrier julien proleptique.

## Événements
- 14 avril (1er Nisan) : début de l’ère Parthe arsacide[1].
- Mai (cinquième mois du calendrier chinois) : avènement de Zheng, futur Qin Shi Huangdi, roi de Qin en Chine. Il monte sur le trône à 13 ans à la mort de son père Zhuangxiang. Le légiste Lü Buwei, marchand, fils de marchand, devient son conseiller[2].

- 1er juin (21 avril du calendrier romain) : début à Rome du consulat de Lucius Caecilius Metellus  (pour la seconde fois) et Numerius Fabius Buteo[3].
  - Les Puniques reprennent l’offensive en Sicile sous la conduite d’Hamilcar Barca, nommé commandant en chef carthaginois en Sicile. Retranché sur le mont Heircté d’abord, puis le mont Éryx ensuite, il empêche les Romains d’obtenir la décision[4].
  - Au recensement de 247-246 av. J.-C., Rome compte 241 000 citoyens[5].

- Début du règne de Devânampiya Tissa, roi de Ceylan (247-207 av. J.-C.[6] ou 307-267 av. J.-C.[7]).
  - Mahendra, fils d’Ashoka, aurait converti le roi de Ceylan, Devânampiya, au bouddhisme, à l’est de la capitale Anurâdhapura, sur le mont sacré de Mihintale[7]. Depuis lors sont conservés à Ceylan les enseignements du Bouddha sous la forme originelle du Petit Véhicule (Hinayana), ainsi que des formes architecturales héritées de l’empire Maurya (stûpa, appelé dâgaba ou thûpa, bodhighara) et abandonnées en Inde.

- Pour contenir les tribus et les ambitions des chefs trop entreprenants, les Carthaginois, aux dires de Polybe et de Diodore de Sicile, confient à Hannon la tâche de prendre la cité d'Hécatompylos, l’actuelle ville de Tébessa[8].

- Andragoras, le satrape de Parthie, se rend indépendant des Séleucides[9].
- À la mort d'Alexandre II d'Épire (entre 252 et 247 av. J.-C.), Sa femme Olympias exerce la régence sur ses trois enfants[10]. Elle recherche l’alliance macédonienne. Ses deux fils Pyrrhus et Ptolémée meurent coup sur coup vers 234 av. J.-C.[11]. Après le court règne de leur sœur Dèidameia, la monarchie est renversée en Épire en 231 av. J.-C. au profit d’une république dirigée par un collège de trois stratèges élus par l’assemblée des Épirotes.

## Naissances en 247 av. J.-C.
- Hannibal Barca, général et homme politique carthaginois

## Décès
- Arsinoé Ire, princesse macédonienne.
- Zhuangxiang de Qin, roi de Qin.